# Boar's Head Inn
The Boar's Head Inn es el nombre de varias tabernas antiguas y actuales de Londres, la más famosa de las cuales es una taberna en Eastcheap que supuestamente es el lugar de encuentro de Sir John Falstaff, el príncipe Hal y otros personajes de las obras de Enrique IV de Shakespeare. Una taberna anterior en Southwark utilizaba el mismo nombre, y una posada del mismo nombre en Whitechapel se utilizaba como teatro.
Desde entonces, otras tabernas y posadas han utilizado el nombre, normalmente en referencia a Shakespeare.

## Eastcheap
La taberna Boar's Head, en Eastcheap, aparece en las obras históricas de Shakespeare, en particular en Enrique IV, Parte 1, como lugar favorito del personaje ficticio Falstaff y sus amigos a principios del siglo XV. La propietaria es Mistress Quickly. Fue objeto de ensayos de Oliver Goldsmith y Washington Irving. Aunque no hay pruebas de que la posada Boar's Head existiera en la época en que se desarrolla la obra, Shakespeare se refería a una posada real que existía en su época. Establecida antes de 1537, pero destruida en 1666 en el Gran Incendio de Londres, fue pronto reconstruida y siguió funcionando hasta algún momento de finales del siglo XVIII, cuando el edificio fue utilizado por comercios minoristas. Lo que quedaba del edificio fue demolido en 1831. Se conservó el letrero de la cabeza de jabalí, que ahora está instalado en el teatro Shakespeare's. Globe.
El emplazamiento de la posada original forma parte ahora del acceso al puente de Londres en Cannon Street. Cerca del lugar, en el moderno Eastcheap, el arquitecto Robert Lewis Roumieu creó un edificio neogótico en 1868; éste hace referencias a la posada Boar's Head en su diseño y decoraciones exteriores, que incluyen una cabeza de jabalí asomando entre la hierba, y cabezas de retratos de Enrique IV y Enrique V. El edificio de Roumieu funcionaba originalmente como almacén de vinagre, aunque desde entonces se ha convertido en oficinas. Nicholas Pevsner lo describió como "una de las muestras más locas en Londres de ladrillo gótico a dos aguas". Ian Nairn lo llamó "el grito con el que te despiertas al final de una pesadilla".

## Otras
Hubo otra posada Boar's Head, en Whitechapel, cuyo patio se utilizó a partir de 1557 como teatro para representar obras, conocido como Boar's Head Theatre. Fue reformado en 1598-1599.
Hubo otra posada Boar's Head, en Southwark, propiedad de Sir John Fastolf, que es la fuente del nombre del personaje de Falstaff. Mientras que no se sabe que la Eastcheap Boar's Head Inn existiera durante el reinado de Enrique IV, esta posada puede haber existido.

## Otros establecimientos de Boar's Head
El Boar's Head Inn de Bishop's Stortford, Hertfordshire, Inglaterra, es un edificio histórico que data del siglo XVI o XVII.
El Boar's Head Resort de Charlottesville, Virginia, EE.UU., un hotel y complejo turístico propiedad de la Universidad de Virginia, también se conoce como "Boar's Head Inn".
Hay un Boar's Head Pub en Stratford, Ontario, Canadá, donde se celebra anualmente el Festival de Shakespeare.